# 趙德鈞
鄖國公趙德鈞（10世纪968年後—1007年1月27日），字子正，祖籍涿郡（今河北省保定市清苑縣）人，宋朝宗室、魏悼王趙廷美的第五子。

## 生平
史籍記載趙德雍個性儒雅，善於書法，早年跟隨父親趙廷美被徙置房陵，淳化年間，朝廷授他右驍衛將軍一職，後曾任右衞將軍。
景德二年（1005年），朝廷加任他為右監門衞大將軍，兩年後去世（1007年），遺下子女十四人，贈封河州觀察使，追封安鄉侯。

## 家族

### 祖父母
- 趙弘殷，宋宣祖昭武皇帝
- 昭憲太后杜氏

### 父母
- 趙廷美，魏悼王
- 张氏，楚國夫人，張令鐸女

### 子女
- 趙承震，贈解州防禦使
- 趙承簡，（ -1061）安定郡王
- 趙承幹，安定郡王
- 趙承偉，贈濮州團練使
- 趙承雅，宣城侯
- 趙承裔，祁國公
- 趙承鑒，東陽侯
- 趙承戩，禮賓副使
- 趙承裕，建安郡王
- 趙承翊，閬中郡公